# Proaig Bay
Die Proaig Bay ist eine kleine Bucht an der Ostküste der schottischen Hebrideninsel Islay. Sie befindet sich etwa zwei Kilometer südlich von McArthur’s Head und 14 km östlich der Inselhauptstadt Bowmore. Am nördlichen Ende der Bucht mündet ein kleiner Bach ein, der an den Hängen des Beinn Bheigeir entspringt. Die Proaig Bay liegt in einem dünnbesiedelten Teil der Insel und ist daher nicht über Straßen zu erreichen.
Die Bucht ist etwa 450 m breit und schneidet 100 m tief ins Land. Nahe der Bucht gab es einst eine Siedlung namens Proaig, von welcher heute noch die Überreste eines Schäferhauses erhalten sind. Laut dem Zensus des Jahres 1861 lebte zu dieser Zeit dort noch eine achtköpfige Familie. 1959 wurde nahe der Bucht ein Stein mit Schälchen-Markierungen entdeckt, welcher jedoch zu einem späteren Termin nicht wiedergefunden werden konnte.